# Нина Кадева-Кленовска
Нина Кадева-Кленовска е българска биатлонистка, участвала на зимните олимпийски игри в Торино и Ванкувър и на пет световни първенства по биатлон.
Състезава се от 1997 г., а от 1998 г. е в националния отбор. Първият си старт за световната купа прави през сезон 2000-2001. Най-доброто ѝ индивидуално класиране за световната купа е 26-мо място в Антхолц през сезон 2002-2003, а на световни първенства - 50-о от първенството в Ханти-Мансийск през 2003 г. С щафетата на България печели 3-то място в Поклюка 2002 заедно с Павлина Филипова, Ива Шкодрева-Карагьозова и Екатерина Дафовска.
На Олимпиадата в Торино участва само в индивидуалния старт на 15 км и завършва на 54-то място. На Олимпиадата във Ванкувър завършва 62-ра в спринта и 48-а в индивидуалния старт.